# كليف ليفينغستون (لاعب كرة قدم أمريكية)
كليف ليفينغستون (بالإنجليزية: Cliff Livingston) هو لاعب كرة قدم أمريكية أمريكي، ولد في 2 يوليو 1930 في كومبتون في الولايات المتحدة، وتوفي في 13 مارس 2010 في لاس فيغاس في الولايات المتحدة.

## وصلات خارجية
- كليف ليفينغستون على موقع مرجع كرة القدم المحترفة.كوم (الإنجليزية)
- كليف ليفينغستون على موقع IMDb (الإنجليزية)
- كليف ليفينغستون على موقع قاعدة بيانات الفيلم (الإنجليزية)